# اسون فورشمن
اسون فورشمن (انگلیسی: Sven Forssman; ۱۲ سپتامبر ۱۸۸۲ – ۱ مارس ۱۹۱۹) ژیمناست هنری اهل سوئد بود.